# Zdeněk Bakala
Zdeněk Bakala est un homme d'affaires tchèque né à Opava le 7 février 1961. Formé aux États-Unis (Université de Berkeley, Darthmouth University's Tuck School of Business), il a travaillé dans la finance (Credit Suisse First Boston) avant de faire fortune dans les années 1990 avec la société Patria Finance qu'il créa en 1994.
Après la vente de Patria Finance à la banque belge KBC Bank, Zdeněk Bakala est aujourd'hui une des plus grosses fortunes tchèques. Il a investi dans les secteurs de l'énergie (sa société d'investissements basée à Chypre RPG Industries contrôle la société Karbon Invest, exploitant des houillères d'Ostrava-Karviná), les médias (hebdomadaire Respekt) et l'agroalimentaire et la restauration (liqueur Becherovka, société de restauration Hartig). Il officie également en tant que consultant pour de grandes banques lors d'opération de grande ampleur : il conseilla notamment la Deutsche Bank  sur le dossier de la privatisation de Český Telecom, l'opérateur téléphonique national, opération qui fut finalement bloquée par le gouvernement de Vladimir Špidla qui gouvernait à l'époque. Il est également propriétaire de l'équipe cycliste Soudal Quick-Step.
Mécène, il contribue à lancer la boîte tchèque de jeux vidéo Warhorse Studios. Il est également un donateur important du média indépendant hongrois Telex.